# Varenne-Saint-Germain
Varenne-Saint-Germain is een gemeente in het Franse departement Saône-et-Loire (regio Bourgogne-Franche-Comté) en telt 549 inwoners (1999). De plaats maakt deel uit van het arrondissement Charolles.

## Geografie
De oppervlakte van Varenne-Saint-Germain bedraagt 15,7 km², de bevolkingsdichtheid is 35,0 inwoners per km².
De onderstaande kaart toont de ligging van Varenne-Saint-Germain met de belangrijkste infrastructuur en aangrenzende gemeenten.

## Demografie
Onderstaande figuur toont het verloop van het inwonertal (bron: INSEE-tellingen).

1. ↑  Populations de référence 2022.